# La Haye-Aubrée
 La Haye-Aubrée  là một xã thuộc tỉnh Eure trong vùng Normandie miền bắc nước Pháp.